# Radwanki (województwo zachodniopomorskie)
Radwanki – osada w Polsce położona w województwie zachodniopomorskim, w powiecie koszalińskim, w gminie Bobolice.
W latach 1975–1998 miejscowość położona była w województwie koszalińskim.
Miejscowość wchodzi w skład sołectwa Pomorzany.
Inne miejscowości o nazwie Radwanki: Radwanki